# Pulsröhrenkühler
Ein Pulsröhrenkühler oder Pulsrohrkühler (auch Pulse-Tube-Kühler) ist eine auf dem Prinzip des Stirlingmotors basierende thermoakustische Kältemaschine. Der Vorteil gegenüber dem Stirlingmotor liegt darin, dass in der Nähe des kalten Wärmetauschpunktes keine mechanisch beweglichen Teile nötig sind. Dadurch sind sehr kompakte Kühlköpfe möglich und die erreichbare Minimaltemperatur wird nicht durch die mechanische Reibungswärme dieser Teile begrenzt. Heute können mit reinen Pulsröhrenkühlern Temperaturen von 1,3 K (= −272 °C) erreicht werden.

## Anwendungen
Die Einsatzgebiete erstrecken sich über weite Bereiche von Industrie, Forschung, Medizin und Militär, wo extrem niedrige Temperaturen benötigt werden: Verflüssigung von Gasen, Kühlung von Sensoren, Kühlung supraleitender Magnetfeldspulen, Quantencomputer-Schaltkreise, supraleitende Schaltungen in Mobilfunk-Empfangsstationen, Tieftemperaturexperimente und  Weltraumexperimente. Dank ihrer Unabhängigkeit von kryogenen Flüssigkeiten eignen sie sich sehr gut für Außeneinsätze: im Militär zur Kühlung von Infrarot-Sensoren, zur Kühlung optischer Sensoren in Weltraumteleskopen oder für eine zukünftige bemannte Marsmission, um vor Ankunft der Astronauten den Sauerstoff aus dem CO2 der Marsatmosphäre zu verflüssigen. In der Forschung können sie Kryostate unabhängig von der Versorgung mit teuren kryogenen Flüssigkeiten wie flüssigem Helium oder Stickstoff machen. Sie werden dabei als direkte Vorstufe für weitere Kühlstufen verwendet, wie 3He-Verdampfungskühler, 3He-4He-Mischkühler oder adiabatische Entmagnetisierungsstufen.

## Geschichte

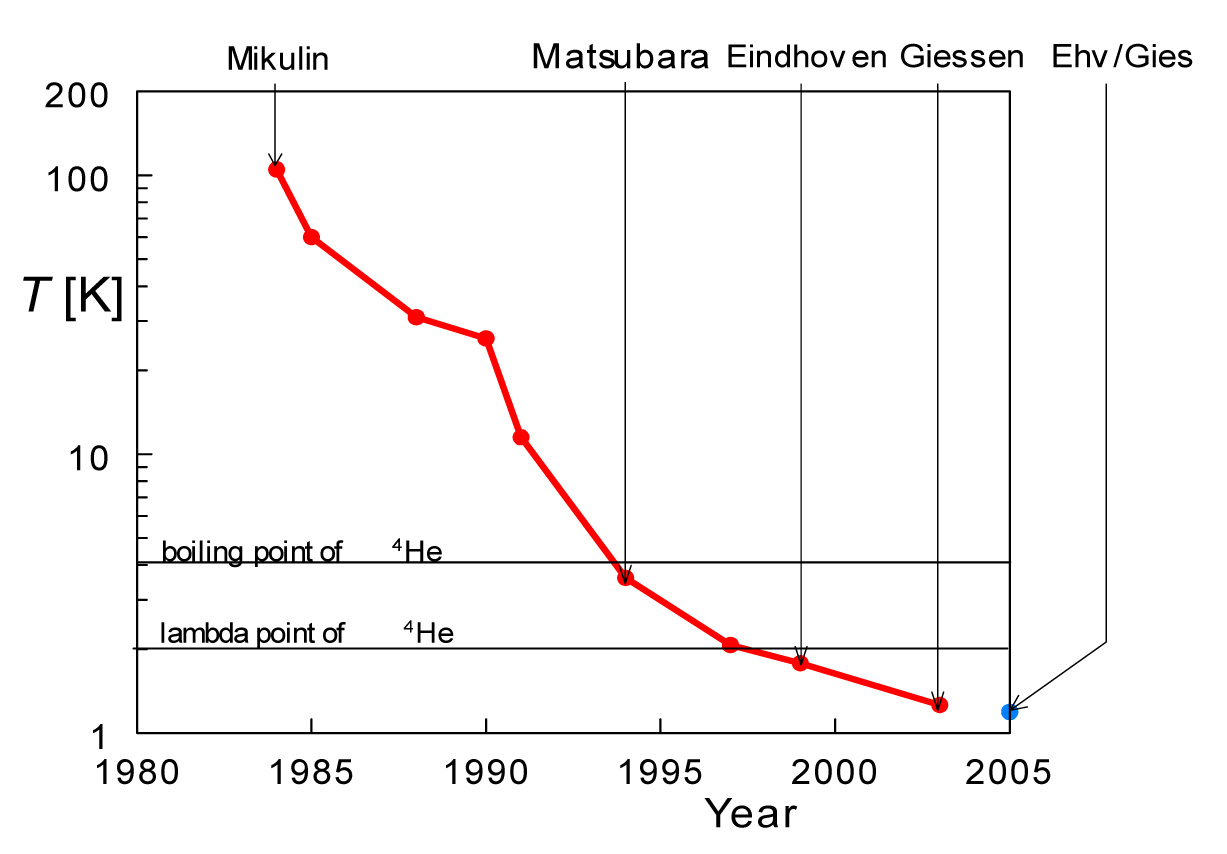
Abb. 1: Die Entwicklung der erreichten Temperaturen von Pulsröhrenkühlern über die Jahre. 1,2 K wurde in einer Kollaboration zweier Forschergruppen aus Gießen und Eindhoven erreicht. Hier dient ein suprafluider Wirbelkühler als zusätzliche Kühlstufe.

Mit dem 1963 von W. E. Gifford und R. C. Longsworth vorgestellten Grundprinzip, dem BPTR (engl.: Basic Pulse Tube Refrigerator), konnten Temperaturen von minimal 124 K (= −149 °C) erreicht werden. Im Laufe der Jahre veröffentlichten verschiedene Forschergruppen Variationen mit immer höherer Effizienz und tieferer Minimaltemperatur. Eine 1984 veröffentlichte Variante vom Typ OPTR (engl.: Orifice Pulse-Tube Refrigerator) erreichte eine Temperatur von 60 K. Mit einer weiteren Variante von 1990, vom Typ DIPTR (engl.: Double-Inlet Pulse-Tube Refrigerator), sowie Aneinanderreihungen von zwei bzw. drei Pulsröhrenkühlern konnte schließlich die Siedetemperatur von Helium unterschritten werden (kleiner 4 K). Eine Forschergruppe aus Gießen erreichte 1,3 K (2004) und zusammen mit einer Gruppe aus Eindhoven 1,2 K mit einer zusätzlichen Kühlstufe (2005).
Am Walther-Meißner-Institut in Garching gelang es 2003, mit einem Mischkryostat mit Pulsrohr-Vorstufe eine Temperatur von 4,3 mK zu erreichen, ohne dass eine Zufuhr von kryogenen Flüssigkeiten notwendig war.

## Funktionsweise

### Stirlingmotor
Der Pulsröhrenkühler arbeitet nach dem Prinzip des Stirlingmotors mit Regenerator. Im Betrieb als Wärmepumpe komprimiert und expandiert der Kolben des Stirlingmotors in einem Zylinder periodisch das darin enthaltene Gas, was zunächst eine gleichmäßige periodische Temperaturschwankung des Gases bewirkt. Damit ein räumlich gerichteter Wärmetransport auftritt, wird einerseits das Gas periodisch mit einem Verdrängerkolben umgelagert, so dass die Kompression an einem andern Ort als die Expansion stattfindet. Andererseits durchläuft in den meisten Stirlingmotoren das Gas einen sogenannten Regenerator, ein gasdurchlässiges Material mit großer Wärmekapazität. Dieses kühlt das Gas in der komprimierten Phase auf dem Weg zum kalten Ende, nimmt dabei selbst Wärme auf, und wärmt damit das Gas in der expandierten Phase auf dem Weg zum heißen Ende. Beide Strategien sorgen dafür, dass ein Ende im zeitlichen Mittel kälter ist als das andere. Wird das im Mittel wärmere Ende auf Umgebungstemperatur gehalten, kann das kältere Ende zur Kühlung genutzt werden.

### Pulsröhrenkühler

Abb. 2: Aufbau eines Pulsröhrenkühlers in drei historischen Entwicklungsstufen. BPTR: Kompressor, Regenerator und der verlängerte Zylinder, das eigentliche Pulsrohr, bilden das Grundprinzip. OPTR: über eine Düse verbundenes Puffervolumen für eine zeitliche Verzögerung. DIPTR: zusätzlicher Bypass zur Steigerung des Wirkungsgrades. An den warmen (WTP1+3) und kalten (WTP2) Wärmetauschpunkten werden die Abwärme und die erzeugte Kälte abgeleitet.

Der Pulsröhrenkühler vermeidet jegliche beweglichen Teile, mit Ausnahme des Kolbens im weit entfernt liegenden Kompressor, der eine periodische Druckschwankung erzwingt. Das ein- und ausströmende Gas mündet in ein sogenanntes Pulsrohr, das am Ende verschlossen ist. In diesem Rohr wird versucht, die Vorgänge eines Stirlingmotors ohne Mechanik nachzubilden, allein mit Hilfe der periodischen Druckschwankung und der resultierenden Strömung des Arbeitsgases. Zunächst würde in einem einfachen Rohr kein Temperaturunterschied entstehen, solange die Temperatur dem Druck gleichmäßig folgt. Damit ein Wärmetransport auftritt, muss ein Phasenunterschied zwischen der Gasbewegung und dem Druck oder der Temperatur erzeugt werden, so dass eine Hysterese zwischen diesen Größen entsteht.
Eine Verzögerung der Temperatur gegenüber der Gasbewegung lässt sich durch einen gasdurchlässigen Regenerator mit hoher Wärmekapazität am Eingang des Pulsrohrs erreichen. Dieser entzieht dem vorbeiströmenden Gas Wärme, während es in der Phase der Kompression in das Pulsrohr einströmt. Dadurch ist die Temperatur des Gases im Pulsrohr niedriger als es bei einer rein adiabatischen Kompression zu erwarten wäre. In der darauffolgenden Phase der Expansion sinkt die Temperatur des vorgekühlten Gases im Pulsrohr weiter ab und fließt durch den Regenerator zurück und nimmt dessen Wärme wieder auf. Über den gesamten Zyklus hinweg ergeben sich im Pulsrohr Bereiche mit unterschiedlicher mittlerer Temperatur. Zwischen Regenerator und Pulsrohr befindet sich der kälteste Punkt, der zur Kühlung genutzt werden kann, wenn die warmen Wärmetauschpunkte vor dem Regenerator und am geschlossenen Ende des Pulsrohrs durch Wasser- oder Luftkühlung auf Umgebungstemperatur gehalten werden.
Die Wirkung des einfachsten Pulsröhrenkühlers mit Regenerator (BPTR) lässt sich durch eine Weiterentwicklung (OPTR) steigern, indem das Pulsrohr am Ende über eine Verzögerungsdüse oder ein Drosselventil mit einem Puffervolumen verbunden wird, das mit einer gewissen Trägheit befüllt und entleert wird. Dadurch kann das Gas noch länger durch den Regenerator strömen, nachdem der maximale Druck bereits erreicht ist. Das führt zu einer zusätzlichen Hysterese zwischen Gasbewegung und Druck, was den Effekt des Verdrängerkolbens im Stirlingmotor noch effektiver nachbildet. In einer weiteren Verbesserung (DIPTR) wird mit einem Bypass, der die beiden warmen Wärmetauschpunkte verbindet, der Massendurchsatz durch den Regenerator begrenzt und so optimiert, dass eine noch höhere Kühlleistung erreicht wird.